# Lumpiaque
Lumpiaque – gmina w Hiszpanii, w prowincji Saragossa, w Aragonii, o powierzchni 29,55 km². W 2011 roku gmina liczyła 921 mieszkańców.